# Jean Manuel Mbom
Jean Manuel Mbom (Gotinga, Alemania, 24 de febrero del 2000) es un futbolista alemán. Su posición es la de mediocampista y su club es el Viborg FF de la Superliga de Dinamarca.

## Trayectoria

### Inicios
Inició en las categorías juveniles del Bovender SV en donde jugó desde 2006 hasta 2012 cuando pasó a los equipos juveniles del JFV Göttingen, en 2013 se da su llegada a la categoría juvenil del Werder Bremen, posteriormente jugó en las categorías Sub-17 y Sub-19 antes de subir al segundo equipo.

### Werder Bremen II
Para la temporada 2018-19 fue ascendido a esta categoría después de jugar en los equipos juveniles del Werder Bremen. Su primer partido lo jugó el 19 de agosto ante el Luneburgo SK Hansa arrancando como titular y saliendo de cambio al minuto 68', su equipo terminaría ganando el encuentro por marcador de cero a uno.
Marcó su primer gol con el equipo el 6 de abril de 2019 ante el Hannover 96 II, al final su equipo ganaría el encuentro por marcador de dos a cero.

### KFC Uerdingen 05
Para la temporada 2019-20 se hizo oficial su préstamo al KFC Uerdingen 05 que en ese momento jugaba en la 3. Liga. Jugó su primer partido con el equipo el 21 de julio ante el Hallescher FC, comenzó como titular y salió de cambio al minuto 55', el encuentro terminaría con victoria para su equipo por marcador de uno a cero.

### Werder Bremen
Para la temporada 2019-20 fue incluido en el primer equipo del Werder Bremen. Su primer partido con el equipo se dio el 26 de septiembre contra el FC Schalke 04 siendo titular y saliendo de cambio al minuto 89', su equipo ganaría ese encuentro.

## Selección nacional

### Participaciones en selección nacional
| Torneo                                                       | Categoría | Sede      | Resultado    | Partidos | Goles |
| ------------------------------------------------------------ | --------- | --------- | ------------ | -------- | ----- |
| Fase de clasificación para el Campeonato Europeo Sub-19 2019 | Sub-19    | Armenia   | No clasificó | 3        | 0     |
| Fase de clasificación para la Eurocopa Sub-21 de 2021        | Sub-21    | Eslovenia | Clasificó    | 1        | 0     |

## Estadísticas

### Clubes
Actualizado al último partido jugado el 25 de mayo de 2024.
| Werder Bremen II · Alemania | 4.ª                 | 2015-16             | 23  | 1 | - | - | - | - | 23  | 1 | 0,04 |
| Werder Bremen II · Alemania | 4.ª                 | 2022-23             | 2   | 0 | - | - | - | - | 2   | 0 | 0,00 |
| Werder Bremen II · Alemania | Total club          | Total club          | 25  | 1 | 0 | 0 | 0 | 0 | 25  | 1 | 0,04 |
| KFC Uerdingen 05 · Alemania | 3.ª                 | 2019-20             | 29  | 1 | 1 | 0 | - | - | 30  | 1 | 0,03 |
| KFC Uerdingen 05 · Alemania | Total club          | Total club          | 29  | 1 | 1 | 0 | 0 | 0 | 30  | 1 | 0,03 |
| Werder Bremen · Alemania | 1.ª                 | 2020-21             | 21  | 0 | 3 | 1 | - | - | 24  | 1 | 0,04 |
| Werder Bremen · Alemania | 2.ª                 | 2021-22             | 19  | 0 | 1 | 0 | - | - | 20  | 0 | 0    |
| Werder Bremen · Alemania | 1.ª                 | 2022-23             | 2   | 0 | - | - | - | - | 2   | 0 | 0,00 |
| Werder Bremen · Alemania | Total club          | Total club          | 42  | 0 | 4 | 1 | 0 | 0 | 46  | 1 | 0,04 |
| Viborg FF Dinamarca | 1.ª                 | 2023-24             | 24  | 0 | 2 | 0 | - | - | 26  | 0 | 0,00 |
| Viborg FF Dinamarca | Total club          | Total club          | 24  | 0 | 2 | 0 | 0 | 0 | 26  | 0 | 0,00 |
| Total en su carrera | Total en su carrera | Total en su carrera | 120 | 2 | 7 | 1 | 0 | 0 | 127 | 3 | 0,04 |
| (1) Incluye datos de Copa de Alemania. (2) Incluye datos de Liga Europa de la UEFA y Liga de Campeones de la UEFA. (3) No incluye goles en partidos amistosos. |                     |                     |     |   |   |   |   |   |     |   |      |